# Goerodes spathulatus
Goerodes spathulatus är en nattsländeart som beskrevs av Ito 1989. Goerodes spathulatus ingår i släktet Goerodes och familjen kantrörsnattsländor. Inga underarter finns listade i Catalogue of Life.